# هيلموت زاكارياس
هيلموت زاكارياس (بالألمانية: Helmut Zacharias)‏ هو عازف جاز وملحن ألماني، ولد في 27 يناير 1920 في برلين في ألمانيا، وتوفي في 28 فبراير 2002 في Brissago ‏ في سويسرا بسبب مرض آلزهايمر.

## وصلات خارجية
- الموقع الرسمي
- هيلموت زاكارياس على موقع IMDb (الإنجليزية)
- هيلموت زاكارياس على موقع مونزينجر (الألمانية)
- هيلموت زاكارياس على موقع ميوزك برينز (الإنجليزية)
- هيلموت زاكارياس على موقع أول موفي (الإنجليزية)
- هيلموت زاكارياس على موقع قاعدة بيانات الأفلام السويدية (السويدية)
- هيلموت زاكارياس على موقع أول ميوزيك (الإنجليزية)
- هيلموت زاكارياس على موقع ديسكوغز (الإنجليزية)
- هيلموت زاكارياس على موقع قاعدة بيانات الفيلم (الإنجليزية)
- هيلموت زاكارياس على موقع كينوبويسك (الروسية)